# Christian Bergh
Christian Bergh, född 8 februari 1868 i Malmö Sankt Petri församling, död 21 januari 1952 i Slottsstadens församling, Malmö, var en svensk ingenjör och företagsledare. Han var bror till Carl Jöran Bergh och far till Nils Bergh.
Bergh, som var son till disponenten Peter Bergh och Christine Kock, blev student vid Malmö läroverk år 1887 och studerade därefter vid Technische Hochschule i Hannover, där han kom i kontakt med det senaste på det elektriska området. Han gjorde därefter studieresor till England och USA, främst Chicago. År 1893 återvände han till Malmö, där han till en början var kompanjon med ingenjör Emil Richter i Elektriska byrån, men utträdde år 1895 ur denna firma och startade egen verksamhet inom den elektriska branschen. Han byggde år 1896 ett privat elektricitetsverk i fädernegården Berghska huset i hörnet Kyrkogatan-Kansligatan och hade snart abonnenter inom hela kvarteret. Detta var det andra elektricitetsverket i Malmö. Det första hade tillkommit år 1887 på initiativ av Fredrik Arvidsson Posse. Bakom sig hade Bergh en firma i Hannover, Gebrüder Körting, vilken tillhandahöll den tekniska utrustningen. Efter att Malmö stads elektricitetsverk tillkommit år 1901 på initiativ av Per Bendz verkade Bergh därefter först som konsult och sedan som tillverkare och grossist i elektrisk materiel. Firman Christian Bergh fick snart en större omfattning. År 1915 ombildades den till Elektriska AB Chr Bergh & Co och förlade därefter produktionen i Svalöv efter att år 1917 ha köpt aktiemajoriteten i Svalöfs Maskin Verkstäder.
Bergh sålde sitt företag till Luth & Roséns Elektriska år 1925. Sedermera köpte Asea företaget. Han drev efter försäljningen sin egen ingenjörsbyrå i Malmö fram till år 1948. Då trädde han tillbaka och i samband med det överlät han sin aktiepost.